# Ousseynou Cavin Diagne
Ousseynou Cavin Diagne, né le 5 juin 1999 à Dakar, est un footballeur sénégalais, qui joue au poste de milieu de terrain a l’AS de Salé.

## Biographie

### Jeunesse
Issu d'une fratrie de quatre frères, Ousseynou Cavin Diagne est avec son jumeau le benjamin de sa famille. Il découvre le monde du football très jeune, du côté de l'Ecole de football Libasse Diop de Dakar. Une année après, seulement âgé de 9 ans, il rejoint l'équipe junior de l'ASC Sandial, club basé dans le quartier du plateau à Dakar. Il n'y restera qu'une année, avant finalement d'intégrer les rangs de l'Académie Darou Salam en 2009.

### Carrière en club
C'est au sein du club de l'Académie Darou Salam qu'Ousseynou Cavin Diagne va être réellement formé, avant de finir par intégrer l'effectif professionnel dans le courant de la saison 2015-2016.

### Équipe nationale du Sénégal des moins de 20 ans

#### Première réussie face à la Tunisie
Au moment où Ousseynou Cavin Diagne réalise ses premiers pas dans le monde professionnel, il est dans le même temps suivi par le sélectionneur sénégalais des moins de 20 ans, Joseph Koto. Les prestations du milieu de terrain finissent par convaincre le technicien de lui offrir une chance et il reçoit sa première sélection sous les couleurs des moins de 20 ans sénégalaises le 21 mai 2016, lors d'un match face à la Tunisie pour le compte du 2e tour des éliminatoires de la Coupe d’Afrique des nations 2017. Le Sénégal va s'imposer 2-1 lors de ce déplacement à Tunis grâce à un doublé d'Ibrahima Niang. Le Sénégal valide ainsi sa qualification pour la CAN des moins de 20 ans et disputera la phase finale de la compétition en Zambie en mars 2017. Mais avant ce rendez-vous, l'équipe remporte le Tournoi international de Doha, en s'imposant en finale devant l'Uruguay (4-1), puis le Tournoi de l'UEMOA 2016 en battant le Mali en finale (1-0).

#### A un pas de remporter la CAN U20 en 2017 et 2019
A la CAN des moins de 20 ans, les Lionceaux vont d'abord être accrochés par le Soudan (1-1) lors de leur entrée en lice, avant de s'imposer contre l'Afrique du Sud (4-3). Menés 2-0 dans ce match, ils vont renverser la vapeur grâce notamment à un doublé d'Ousseynou Cavin Diagne qui sera désigné homme du match par la Confédération africaine de football. Le Sénégal va assurer son passage en demi-finale lors du troisième match de groupe remporté face au Cameroun (2-0). Une qualification en demi-finale aussi synonyme de qualification pour la Coupe du monde de la catégorie. Opposé à la Guinée, le Sénégal va s'imposer 1-0 et se hisser en finale face au pays hôte. Mais dans le match pour le titre, les Sénégalais vont être battus par les Zambiens (2-0) qui remportent leur premier titre dans la catégorie. Diagne fait partie de l'équipe-type de la compétition. Finaliste malheureux, le Sénégal s'assure toutefois d'être présent en Corée du Sud pour le Mondial U20 prévu du 20 mai au 11 juin 2017. Ousseynou Cavin Diagne fait partie de la sélection de joueurs retenus par Joseph Koto pour le tournoi.
En 2019, il est sélectionné par Youssoupha Dabo pour participer de nouveau à la CAN junior. Les Lionceaux s'inclinent une nouvelle fois en finale.

## Palmarès

### Avec l'équipe du Sénégal
- Vainqueur du Tournoi international U20 de Doha en 2016
- Finaliste de la Coupe d'Afrique des nations junior en 2017 et 2019

### Récompenses individuelles
Il fait partie de l'équipe-type de la Membre de l'équipe-type de la CAN U20 2017